# Eisenbach (Isny)
Eisenbach ist ein Wohnplatz in der Stadtteilgemarkung Rohrdorf von Isny im Allgäu im baden-württembergischen Landkreis Ravensburg.

## Geographie
Der Ort liegt circa fünf Kilometer nordöstlich des Stadtgebiets von Isny im Allgäu. Eisenbach liegt in der Adelegg und wird durch den Fluss Eschach vom direkt angrenzenden Kreuzthal in der bayerischen Gemeinde Buchenberg getrennt.

## Geschichte

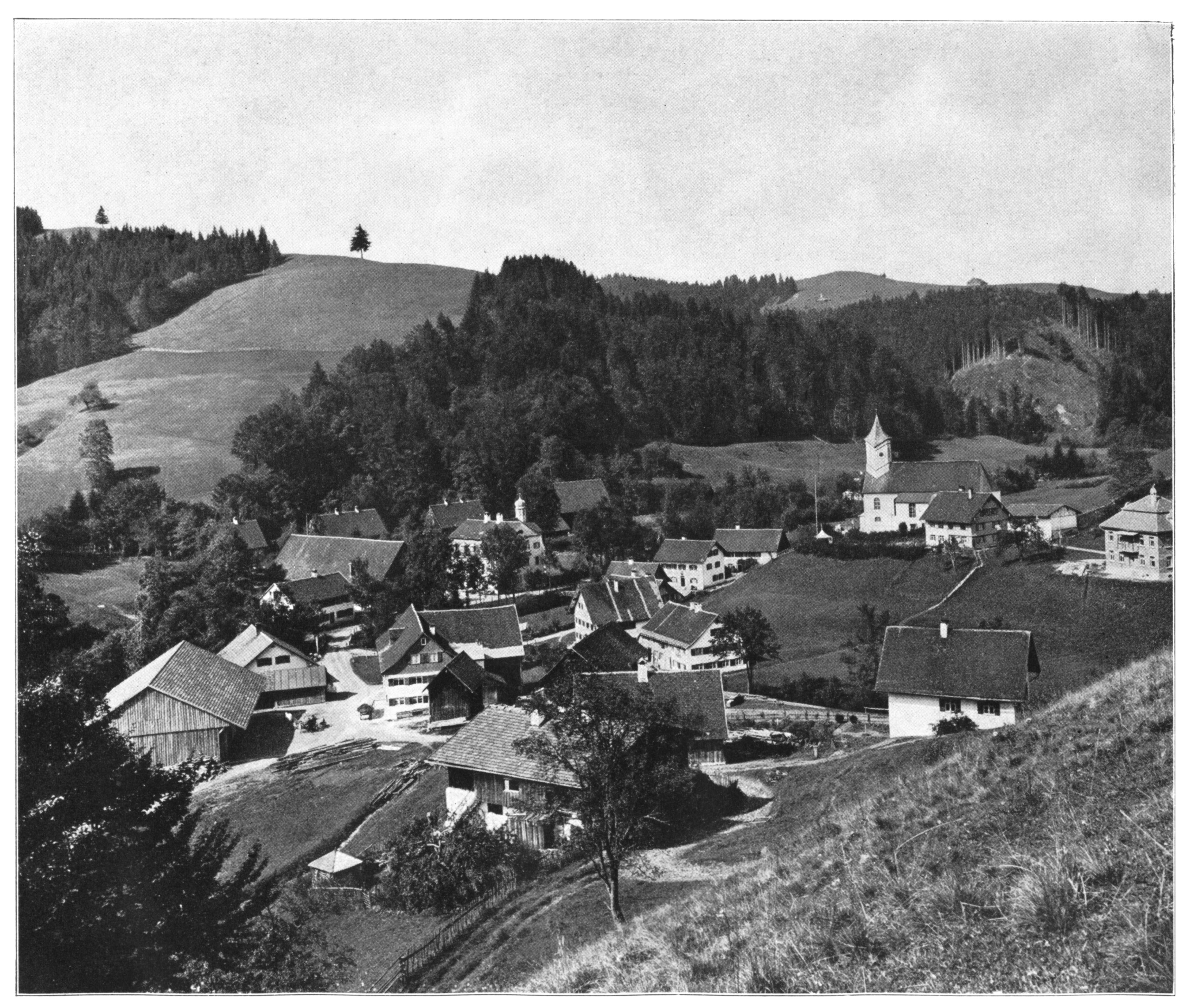
Eisenbach und Kreuzthal (vor 1925)

Eisenbach wurde erstmals urkundlich um das Jahr 1726 erwähnt als das Klosters Isny seine Glashütte von Blockwiesen nach Eisenbach verlegte. Durch Napoleonischen Schenkungen gelangte der Ort in den Besitz der Adelsfamilie Quadt-Isny, wobei das Haus Tanne als Wohn-, Jagd- und Verwaltungsgebäude der Glasmanufaktur im Jahr 1828 erbaut wurde. Bis 1972 gehörte der Ort zur Gemeinde Rohrdorf, die mit der Kreisreform in die Stadt Isny eingemeindet wurde.

## Persönlichkeiten
- Erwin Bowien (1899–1972), Maler, lebte in Eisenbach
- Bettina Heinen-Ayech (1937–2020), Malerin, lebte in Eisenbach